# Verenigingskruis van Verdienste van de Nederlandse Bond van Oud-Strijders - Veteranen Legioen Nederland
Het Verenigingskruis van Verdienste van de Nederlandse Bond van Oud-Strijders - Veteranen Legioen Nederland is een van de onderscheidingen van de Nederlandse Bond van Oud-Strijders - Veteranen Legioen Nederland. Deze particuliere onderscheidingen mogen niet op militaire uniformen worden gedragen maar ze worden daar wel op gezien. Prins Bernhard der Nederlanden droeg zijn Bondskruis van de Bond van Nederlandse Oorlogs- en Dienstslachtoffers op zijn uniform. Voor veteranen gelden geen strenge regels al is er door de Kanselier van de Nederlandse Ridderorden voor burgers een draagvolgorde van de Nederlandse onderscheidingen vastgesteld. Daarin kregen de onderscheidingen van de bond een plaats als particuliere onderscheidingen.
Het Verenigingskruis van Verdienste van de Nederlandse Bond van Oud-Strijders - Veteranen Legioen Nederland wordt door het bestuur van de bond toegekend.
Het kruis werd in 1983, achtendertig jaar na de Tweede Wereldoorlog, maar de bond richt zich op alle oud-strijders, ook die uit de Politionele acties en de Korea-oorlog, ingesteld door het Hoofdbestuur van de Nederlandse Bond van Oud-Strijders - Veteranen Legioen Nederland (NBOS-VLN). Het Kruis wordt, zo stelt het besluit " uitgereikt aan hen, die zich voor de vereniging, voor de belangen van oud-militairen in het algemeen of voor het werken voor een beter begrip onder de volkeren, zich uitzonderlijk hebben onderscheiden".
Het kruis kan ook aan niet-militairen en aan de zittende bestuursleden van de Nederlandse Bond van Oud-Strijders - Veteranen Legioen Nederland worden toegekend.
Het kruis
Het versiersel is een vierarmig zilveren kanonnenkruis met een breedte en hoogte van 40 millimeter. In het midden is een 22 millimeter breed wit geëmailleerd goudkleurig medaillon met daarop in goud het symbool van de vereniging aangebracht.
Op de keerzijde van het kruis staat in het midden de afkorting "VLN" en op der armen "N", "B", "O" en "S". Op de onderste arm, rechts van de "O" staan de initialen van de ontwerper: "J.B." (luitenant-kolonel b.d. J.G. Brouwer, drager van het Bronzen Kruis)
De medaille wordt aan een 30 millimeter breed lint op de linkerborst gedragen. Het lint is verdeeld in vijf gelijke banen: lichtblauw, wit, lichtblauw, wit en lichtblauw.
De NBOS-VLN is ontstaan op 7 oktober 1978 uit een fusie tussen de Nederlandse Bond voor Oud-Strijders en Dragers van het Mobilisatiekruis (NBOSMK) en het Veteranen Legioen Nederland. Op 10 mei 1986 werd de naam veranderd in Bond van Wapenbroeders (BvW).
Na de fusie moest het opschrift op het kruis enigszins worden gewijzigd. De oude voorraad is eerst opgemaakt,pas in de loop van de tachtiger en negentiger jaren werden de eerste kruisen naar nieuw model uitgereikt. Ook zij werden naar het door J.G. Brouwer voorgestelde ontwerp vervaardigd.
Dit Verenigingskruis van Verdienste van de Bond van Wapenbroeders is dus vrijwel identiek aan het voorgaande Verenigingskruis, alleen de letters op het kruis zijn nu "V", "B" en tweemaal "W", zodat zowel horizontaal als verticaal de afkorting "BVW" te lezen is.
Ook het lint bleef identiek: 30 millimeter breed in vijf gelijke banen lichtblauw, wit, lichtblauw, wit en lichtblauw.